# Haninge kommun
Haninge kommun är en skärgårdskommun samt förort till Stockholm  i Stockholms län. Centralort är Handen som är en del av tätorten Stockholm.
Haninge kommun, belägen till största del i skärgården med över 860 öar, karaktäriseras av sin bergiga terräng och sina flacka ytor. Med dominans av småföretagande har invånarna en stark entreprenörsanda som präglat området i århundraden. Service, tjänster och handel utgör stommen i näringslivet, med kommunen själv och organisationer som Försvarsmakten och Coca-Cola som betydande arbetsgivare. 
Trots tillväxten är småföretagen fortfarande ryggraden i ekonomin, med över 6 800 etablerade företag, nästan alla småskaliga. 
Politiskt har Socialdemokraterna traditionellt haft starkt fotfäste, men koalitioner över blockgränserna har styrt sedan åtminstone 2010. Från dess grundande 1971 till 2020 har befolkningen mer än fördubblats.

## Namn
Namnet Haninge har av allt att döma bildats med suffixet –inge till namn på markanta terrängförhållanden, i detta fall Hanveden. Haninge var eventuellt namnet på en poststation i Österhaninge socken.

## Administrativ historik
Kommunens område motsvarar socknarna Dalarö, Muskö, Ornö, Utö, Västerhaninge och Österhaninge. I dessa socknar bildades vid kommunreformen 1862 landskommuner med motsvarande namn. 
Dalarö municipalsamhälle inrättades 22 december 1876 och upplöstes med utgången av 1951. 
Vid kommunreformen 1952 bildades tre "storkommuner" i området: Dalarö (av de tidigare kommunerna Dalarö, Ornö och Utö), Västerhaninge (av Muskö och Västerhaninge) samt Österhaninge (oförändrad). Redan 1959 uppgick dock Dalarö landskommun i Österhaninge landskommun.
Haninge kommun bildades vid kommunreformen 1971 av Österhaninge och Västerhaninge landskommuner.
Den 1 januari 2008 gick miljöförvaltningarna i Haninge, Nynäshamn och Tyresö ihop till ett kommunalt förbund. Förbundet "Södertörns Miljö- och Hälsoskyddsförbund" skapades av anledning att effektivisera verksamheterna inom livsmedel, miljö och hälsa samt för att överbrygga det politiska arbetet. Södertörns miljö- och hälsoskyddsförbund är sedan starten beläget i Haninge kommun och hade 2013 cirka 40 anställda inom olika miljö- och hälsoskyddsprojekt.
Kommunen ingick från bildandet till 1974 i Södertörns tingsrätts domsaga, ingick från 1974 till 2007 i Handens tingsrätts domsaga och hör sedan 2007 till den återbildade Södertörns tingsrätt.
Kommunen ingår sedan 2010 i Förvaltningsområdet för finska. 

### Kommunsammanslagningarna från 1863
Tabellen nedan visar kommunsammanslagningarna till nuvarande Haninge kommun från 1863 och framåt. 
| före reformerna | före reformerna  | efter reformen 1862 | dito 1952        | dito 1952    | dito 1971    |
| –1862           | –1862            | 1863–1951           | 1952–1958        | 1959–1970    | 1971–        |
| --------------- | ---------------- | ------------------- | ---------------- | ------------ | ------------ |
| härad           | socken           | landskommun         | "storkommun"     | "storkommun" | enhetskommun |
| Sotholm         | Dalarö sn        | Dalarö ln           | Dalarö ln        |              | Haninge kn   |
| Sotholm         | Ornö sn          | Ornö ln             | Dalarö ln        |              | Haninge kn   |
| Sotholm         | Utö sn           | Utö ln              | Dalarö ln        |              | Haninge kn   |
| Sotholm         | Österhaninge sn  | Österhaninge ln     | Österhaninge ln  |              | Haninge kn   |
| Sotholm         | Muskö sn         | Muskö ln            | Västerhaninge ln |              | Haninge kn   |
| Sotholm         | Västerhaninge sn | Västerhaninge ln    | Västerhaninge ln |              | Haninge kn   |

## Geografi
Kommunen är belägen på ön Södertörn i nordöstra delen av landskapet Södermanland. I öster gränsar kommunen till Östersjön med Stockholms södra skärgård. I sydväst ligger Nynäshamns kommun, i väster Botkyrka kommun, i nordväst Huddinge kommun och i nordöst Tyresö kommun, alla i Stockholms län.

### Topografi och hydrografi

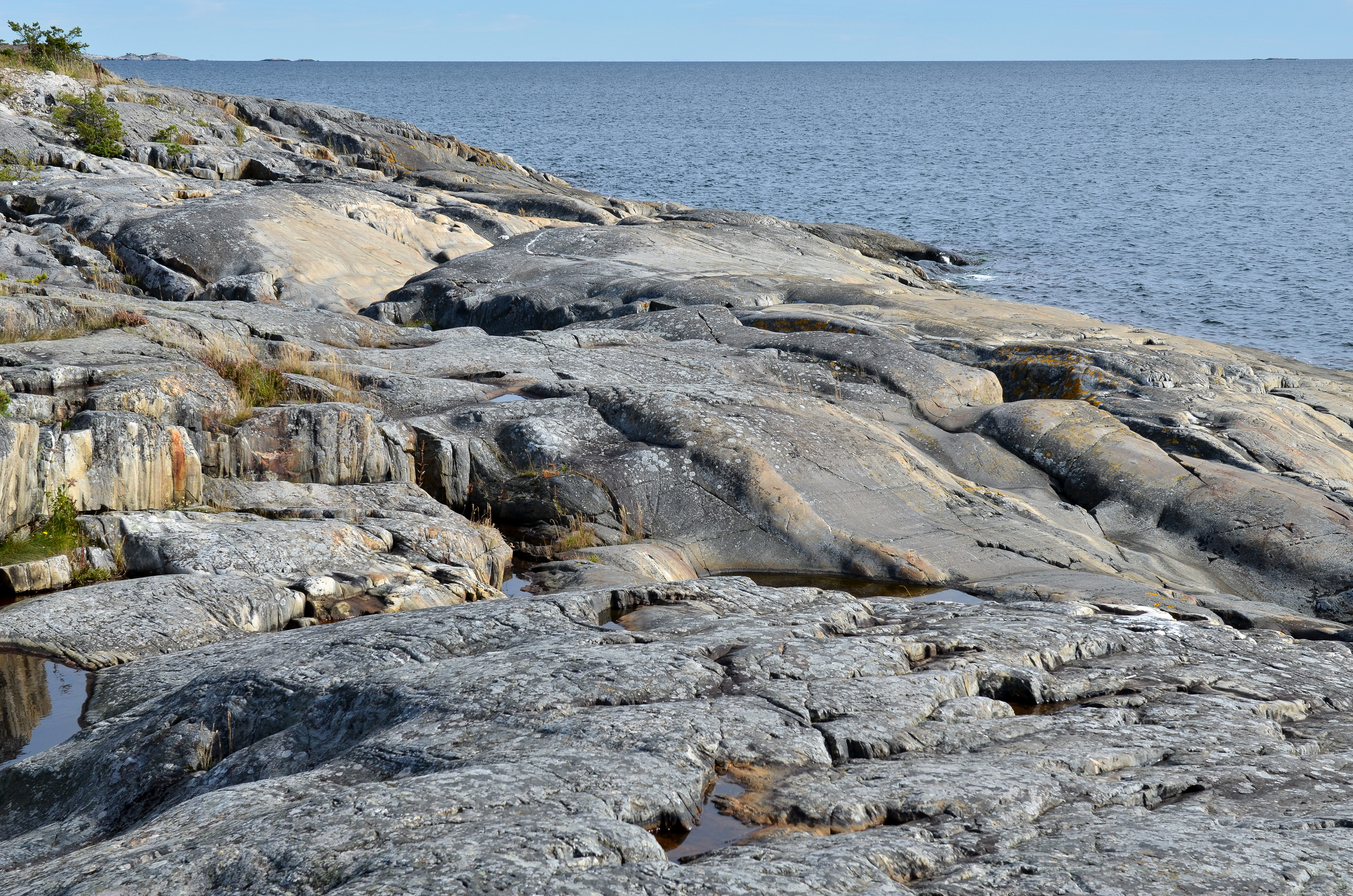
Utös östra strand.

Haninge kommun utgörs till största del av skärgård, totalt omkring 860 öar där de största är Ornö, Utö och Muskö. Öarnas  landskap är präglade av berggrunden som är kraftigt veckad och sönderspruckna och därför har bildat höga branta stränder. Utsvämnat åsmaterial har bildat flacka ytor på vilka centralorten Handen och tätorten Jordbro är byggda. Två stora skogsområden dominerar landområdet  – Hanveden i västra delen och Tyresta-Åva i östra delen mot havet.
Nedan presenteras andelen av den totala ytan 2020 i kommunen jämfört med riket.
|  | Bebyggelse (12,7 %) |

|  | Skog (63,1 %) |

|  | Öppen myrmark (1,4 %) |

|  | Jordbruksmark (7,3 %) |

|  | Övrig mark (15,4 %) |

|  | Bebyggelse (3,1 %) |

|  | Skog (68,0 %) |

|  | Öppen myrmark (7,2 %) |

|  | Jordbruksmark (7,4 %) |

|  | Övrig mark (14,3 %) |

Av kommunens totala areal består 80 procent av vatten. Ramsjön har haft problem med övergödning, och ett av länets viktigaste fortplantningsområde för havsöring finns i Husbyån och Vitsån. Men kommunen har endast en sjö, Drevviken, andra "sjöar" klassas som övrigt vatten.

### Naturskydd
I Haninge kommun ligger också Tyresta nationalpark med 55 km vandringsleder genom orörd vildmark. Söder om kommundelen Jordbro finns ett litet naturreservat med namnet Gullringskärret. På linje i skogsområdet Hanveden ligger Rudans-, Paradisets- och Tornbergets naturreservat. Totalt finns det 17 reservat inom kommunens gränser.

### Administrativ indelning

#### För befolkningsrapportering
Fram till 2016 var kommunen för befolkningsrapportering indelad i församlingarna Dalarö-Ornö-Utö, Västerhaninge-Muskö och Österhaninge.

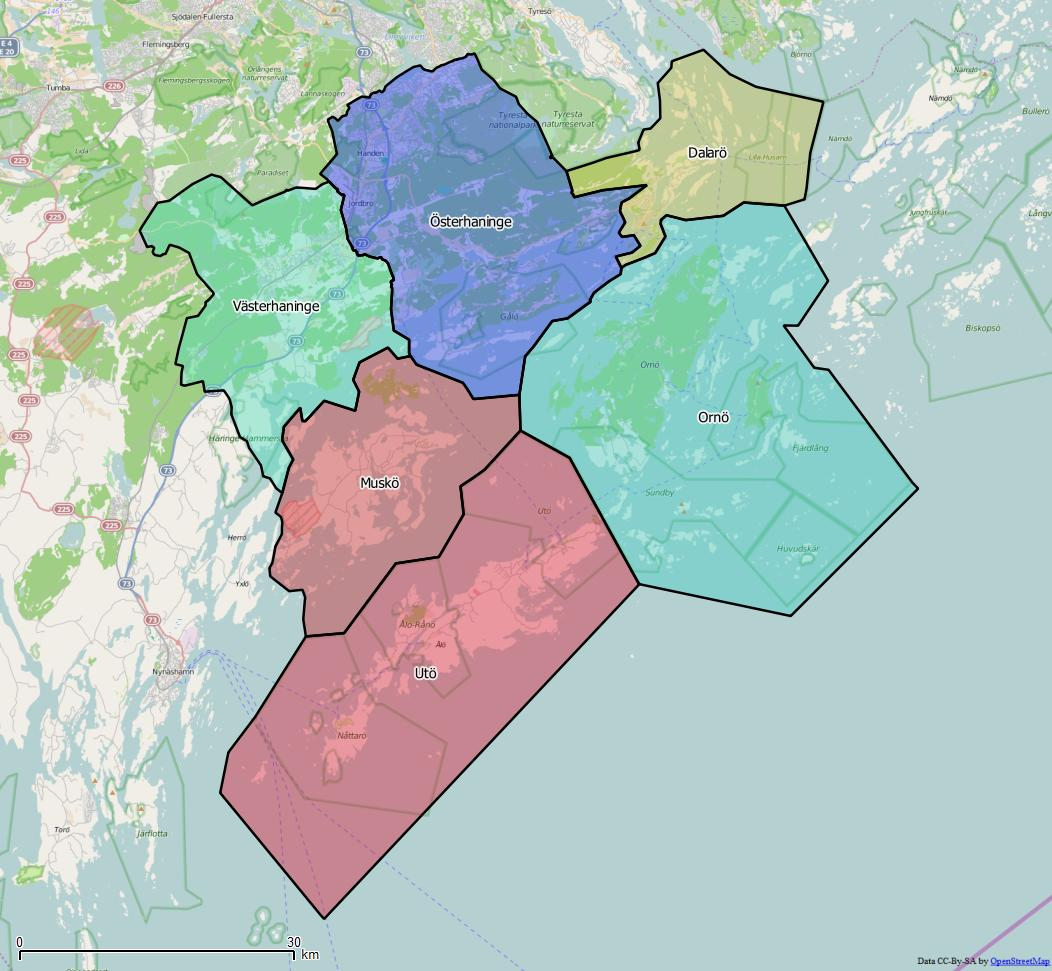
Distrikt (socknar) inom Haninge kommun

Från 2016 indelas kommunen istället i distrikt, vilka motsvarar de tidigare socknarna – Dalarö, Muskö, Ornö, Utö, Västerhaninge och Österhaninge

#### Kommundelar
Kommunen själv delar in kommunen i följande kommundelar
- Handen
- Jordbro
- Västerhaninge
- Brandbergen
- Vendelsö-Gudö
- Vendelsömalm
- Tungelsta
- Vega
- Norrby
- Dalarö
- Haninge glesbygd

### Tätorter
År 2020 bodde 96,4 procent av kommunens invånare i någon av kommunens tätorter, vilket var högre än motsvarande siffra för riket där genomsnittet var 87,6 procent. Vid Statistiska centralbyråns tätortsavgränsning 2020 fanns det 10 tätorter i Haninge kommun. 
Tätortsbebyggelsen i kommunens norra del som bland annat omfattar Handen, Vendelsö, Brandbergen, Norrby, Vendelsömalm och Vega, ingår i tätorten Stockholm. Därutöver fanns följande tätorter i Haninge kommun år 2020:
- Dalarö
- Jordbro
- Muskö
- Norra Muskö
- Väländan
- Västerhaninge
- Årsta havsbad
- Östorp och Ådran (del av)
- Gansta och Söderby

## Styre och politik

### Styre
Mandatperioden 2010–2014 styrdes kommunen av Allianspartierna i koalition med Miljöpartiet. Tillsammans samlade partierna 33 av 61 mandat i kommunfullmäktige. Valet 2014 ledde till delvis maktskifte för Miljöpartiet stannade kvar vid makten och bildade en styrande mittenkoalition tillsammans med Socialdemokraterna och Centerpartiet. Även valet 2018 ledde till delvis maktskifte. Denna gång fick Miljöpartiet lämna styret och ge plats för Kristdemokraterna och Liberalerna. Efter två mandatperioder med Socialdemokraterna som ledande parti fick de lämna makten 2022 till förmån för en högerkoalition bestående av Moderaterna, Kristdemokraterna och Liberalerna, den så kallade Haningealliansen. Partierna meddelade att de skulle ingå en valteknisk samverkan med Sverigedemokraterna.

### Kommunfullmäktige

#### Presidium
| Presidium 2022–2026    | Presidium 2022–2026 | Presidium 2022–2026         |
| ---------------------- | ------------------- | --------------------------- |
| Ordförande             | M                   | Marietta de Pourbaix-Lundin |
| Förste vice ordförande | M                   | Alexandra Anstrell          |
| Andre vice ordförande  | S                   | Kenneth Forsberg            |

#### Mandatfördelning 1970–2022
| 3 | 29 | 11 | 12 | 6 |

| 50 | 11 |

| 5 | 25 | 16 | 7 | 8 |

| 46 | 15 |

| 4 | 29 | 12 | 7 | 9 |

| 44 | 17 |

| 5 | 28 |  | 8 | 7 | 11 |

| 32 | 29 |

| 5 | 29 | 3 | 6 | 4 | 14 |

| 33 | 28 |

| 4 | 29 |  |  | 3 | 8 | 14 |

| 33 | 28 |

| 4 | 27 | 4 |  | 4 | 9 | 12 |

| 36 | 25 |

| 3 | 21 |  | 3 | 4 | 8 | 3 | 17 |

| 34 | 27 |

| 4 | 26 | 3 |  | 3 | 4 | 3 | 5 | 12 |

| 33 | 28 |

| 5 | 29 |  |  |  |  | 4 | 4 | 12 |

| 35 | 26 |

| 5 | 28 |  |  |  | 9 | 4 | 10 |

| 33 | 28 |

| 4 | 22 |  |  |  |  | 6 | 4 | 17 |

| 36 | 25 |

|  | 20 | 4 |  | 4 |  | 4 |  | 21 |

| 38 | 23 |

| 3 | 20 | 5 |  | 6 |  | 4 |  | 17 |

| 35 | 26 |

| 4 | 16 | 3 | 11 | 4 | 4 | 3 | 16 |

| 33 | 28 |

| 5 | 19 | 12 | 4 | 3 | 3 | 15 |

### Nämnder

#### Kommunstyrelse
| Presidium 2022–2026    | Presidium 2022–2026 | Presidium 2022–2026 |
| ---------------------- | ------------------- | ------------------- |
| Ordförande             | M                   | Sven Gustafsson     |
| Förste vice ordförande | L                   | Nicole Forslund     |
| Andre vice ordförande  | S                   | Meeri Wasberg       |

#### Lista över kommunstyrelsens ordförande
- Pelle Svensson, Socialdemokraterna, 2002–2006[25]
- Gilbert de Wendel, Moderaterna, 2006–2010[26][27]
- Martina Mossberg, Moderaterna, 2010–2014[27]
- Meeri Wasberg, Socialdemokraterna, 2014–2022[28]
- Sven Gustafsson, Moderaterna, 2023–

Denna lista hämtas från Wikidata. Informationen kan ändras där.

#### Övriga nämnder
| Nämnd                                | Ordförande | Ordförande                  | Vice ordförande | Vice ordförande     | Andre vice ordförande | Andre vice ordförande    |
| ------------------------------------ | ---------- | --------------------------- | --------------- | ------------------- | --------------------- | ------------------------ |
| Barn- och förskolenämnden            | M          | Pernilla Kjellin            | KD              | Anneli Ahl          | S                     | Mikko Svensson           |
| Grundskolenämnden                    | M          | Veronica Pagard             | L               | Lennart Gran        | S                     | Maria Fägersten          |
| Gymnasie- och arbetsmarknadsnämnden  | L          | Adam Simonsson              | M               | Alexandra Anstrell  | S                     | Annett Haaf              |
| Idrotts-, kultur- och fritidsnämnden | L          | Nicole Forslund             | M               | Michael Fridebäck   | S                     | Robert Schönbeck         |
| Krisledningsnämnden                  | M          | Sven Gustafsson             | S               | Meeri Wasberg       |                       |                          |
| Socialnämnden                        | M          | Sedat Dogru                 | L               | Mia Franzén         | S                     | Ann-Christine Erlandsson |
| Stadsbyggnadsnämnden                 | KD         | Martin Strömvall            | M               | Nonna Karnova       | S                     | Carl Melin               |
| Valnämnden                           | M          | Marietta de Pourbaix-Lundin | S               | Kenneth Forsberg    |                       |                          |
| Äldrenämnden                         | KD         | Jens Davidson               | M               | Kristoffer Eriksson | S                     | Guy Lööv                 |

Källa:

### Vänorter
Haninge kommun har fem vänorter.
- Formia, Italien
- Pargas, Finland
- Krokom, Sverige
- Ishøj, Danmark
- Hapsal, Estland

## Ekonomi och infrastruktur

### Näringsliv
Haninge kommun är en  entreprenörskommun där invånarna har en lång tradition av att bygga upp verksamheter från grunden. I århundraden har Haningebygden varit ett centrum för småskaligt företagande, och andan att "reda sig själv" genomsyrar fortfarande samhället. 
Näringslivet i Haninge kommun domineras främst av service-, tjänste- och handelssektorn. Bland de mest framträdande arbetsgivarna återfinns kommunen själv, Försvarsmakten och Coca-Cola Enterprises Sverige AB. Dessutom har Kungliga Tekniska Högskolan (KTH) filialer i kommunen, vilket bidrar till kunskapsutveckling och innovation på lokal nivå.
Trots att många större etableringar har skett under de senaste åren, utgörs fortfarande "basen" i Haninge kommuns näringsliv av småföretag. Över 6 800 företag finns nu etablerade i kommunen, och nästan alla är småföretag med färre än fem  anställda.

### Infrastruktur

#### Transporter
I nord-sydlig riktning genomkorsas kommunen av riksväg 73 och Nynäsbanan som trafikeras av Stockholms pendeltåg med stopp i Vega, Handen, Jordbro, Västerhaninge, Krigslida, Tungelsta och Hemfosa.
I kommunens norra del korsas riksvägen av länsväg 260 och i de centrala delarna av kommunen av länsväg 259 (Haningeleden) som övergår i länsväg 227 (Dalarövägen). I höjd med Västerhaninge avtar länsväg 257 åt väster. Tvärförbindelse Södertörn som är under planering kommer att ansluta till väg 73 i höjd med Jordbro, och ansluta till E4an i Huddinge kommun.
I Haninge kommun finns en av Sveriges längsta och djupaste vägtunnlar, Muskötunneln, mellan öarna Yxlö i Nynäshamns kommun och Muskö. Den är nästan 3 km lång och går som djupast 66 meter under havet.

#### Utbildning
Det finns två kommunala gymnasier i kommunen, Fredrika Bremergymnasiet och Riksäpplet. På dessa två gymnasier finns även Riksidrottsgymnasiet för Karate och som alternativ kan utbildningarna på dessa två skolor kombineras med andra nationellt godkända idrottsutbildningar. Därtill driver Region Stockholm Berga naturbruksgymnasium i Västerhaninge.
För högre utbildning har Kungliga tekniska högskolan (KTH) filialer i kommunen. År 2021 hade 20 procent av invånarna i åldersgruppen 25-64 år minst tre års eftergymnasial utbildning, vilket var lägre än genomsnittet för riket.

## Befolkning

### Demografi

#### Befolkningsutveckling
Kommunen har 100 895 invånare (31 december 2024), vilket placerar den på 20:e plats avseende folkmängd bland Sveriges kommuner.
| Befolkningsutvecklingen i Haninge kommun 1970–2020 | Befolkningsutvecklingen i Haninge kommun 1970–2020 | Befolkningsutvecklingen i Haninge kommun 1970–2020 | Befolkningsutvecklingen i Haninge kommun 1970–2020 | Befolkningsutvecklingen i Haninge kommun 1970–2020 |
| -------------------------------------------------- | -------------------------------------------------- | -------------------------------------------------- | -------------------------------------------------- | -------------------------------------------------- |
|                                                    |                                                    |                                                    |                                                    |                                                    |
| År                                                 |                                                    |                                                    | Folkmängd                                          |                                                    |
| 1970                                               | 1970                                               |                                                    | 45 001                                             |                                                    |
| 1975                                               | 1975                                               |                                                    | 50 295                                             |                                                    |
| 1980                                               | 1980                                               |                                                    | 58 541                                             |                                                    |
| 1985                                               | 1985                                               |                                                    | 61 166                                             |                                                    |
| 1990                                               | 1990                                               |                                                    | 62 797                                             |                                                    |
| 1995                                               | 1995                                               |                                                    | 65 706                                             |                                                    |
| 2000                                               | 2000                                               |                                                    | 69 644                                             |                                                    |
| 2005                                               | 2005                                               |                                                    | 71 837                                             |                                                    |
| 2010                                               | 2010                                               |                                                    | 77 054                                             |                                                    |
| 2015                                               | 2015                                               |                                                    | 83 866                                             |                                                    |
| 2020                                               | 2020                                               |                                                    | 93 690                                             |                                                    |

#### Utländsk bakgrund
Den 31 december 2018 utgjorde antalet invånare med utländsk bakgrund (utrikes födda personer samt inrikes födda med två utrikes födda föräldrar) 32 596, eller 36,22 % av befolkningen (hela befolkningen: 89 989 den 31 december 2018). Den 31 december 2002 utgjorde antalet invånare med utländsk bakgrund enligt samma definition 17 323, eller 24,43 % av befolkningen (hela befolkningen: 70 902 den 31 december 2002). Den 31 december 2014 utgjorde folkmängden i Haninge kommun 82 407 personer. Av dessa var 19 804 personer (24,0 %) födda i ett annat land än Sverige.

#### Invånare efter de vanligaste födelseländerna
Följande länder är de 10 vanligaste födelseländerna för befolkningen i Haninge kommun.
| Nr | Födelseland             | Antal  | Andel (%) | Andel i hela riket |
| -- | ----------------------- | ------ | --------- | ------------------ |
| 1  | Sverige                 | 68 985 | 70,62     | 79,61              |
| 2  | Polen                   | 3 458  | 3,54      | 0,94               |
| 3  | Finland                 | 1 845  | 1,89      | 1,26               |
| 4  | Turkiet                 | 1 834  | 1,88      | 0,53               |
| 5  | Irak                    | 1 145  | 1,17      | 1,40               |
| 6  | Syrien                  | 1 044  | 1,07      | 1,88               |
| 7  | Iran                    | 906    | 0,93      | 0,81               |
| 8  | Afghanistan             | 862    | 0,88      | 0,62               |
| 9  | Chile                   | 791    | 0,81      | 0,26               |
| 10 | Bosnien och Hercegovina | 649    | 0,66      | 0,57               |

## Kultur

### Museum

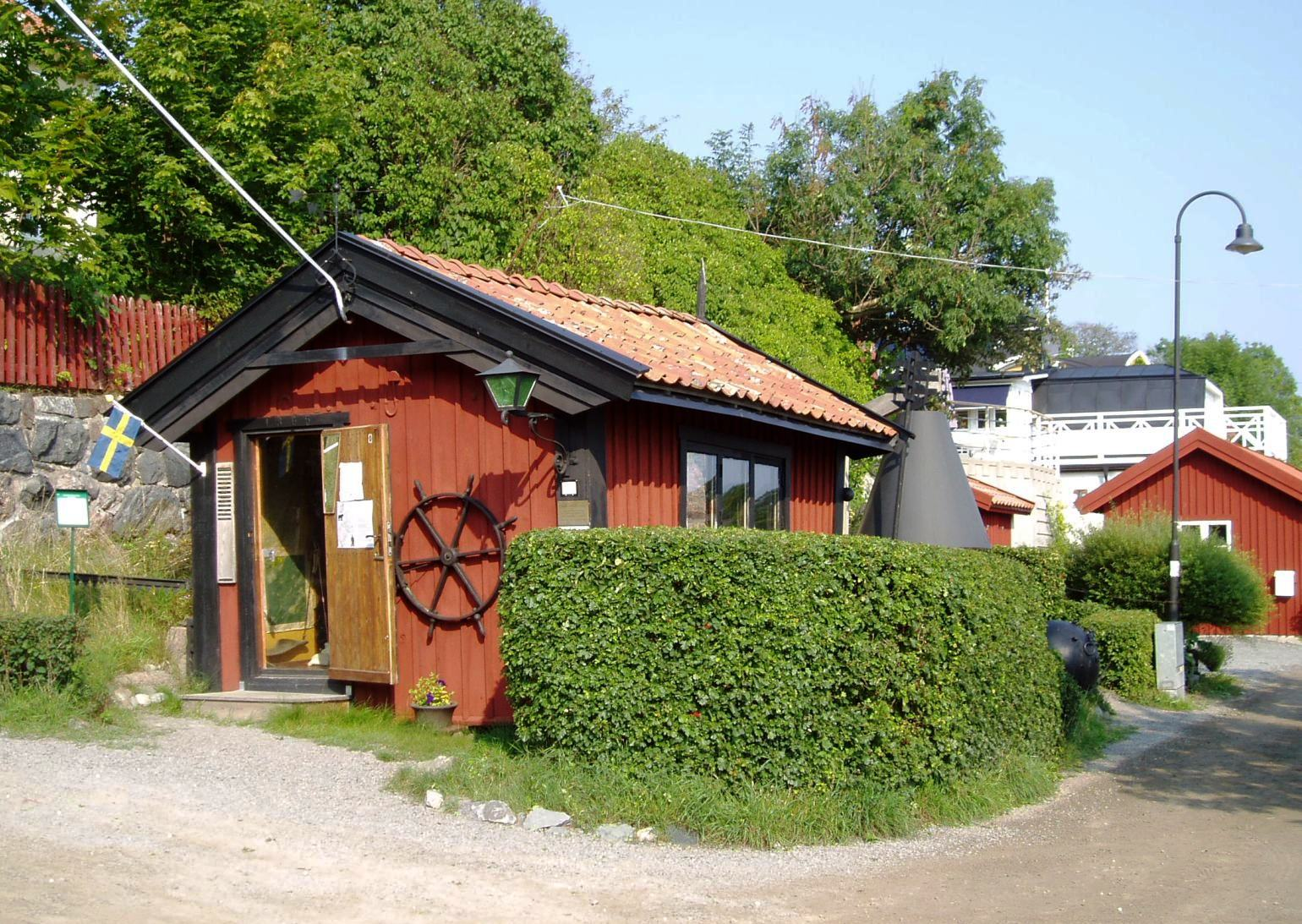
Anders Franzéns sjöbod.

Det finns ett flertal museum i kommunen, varav de flesta är i hembygdsföreningarnas regi och visar hur livet i Haninge sett ut i svunna tider. Bland dessa återfinns Svartbäckens skolmuseum, Sportstugemuseet i Årsta Havsbad, Nationalparkernas hus i Tyresta, Tingshuset i Västerhaninge, Utö gruvmuseum,  Dalarö museum i Tullhuset, Bygdemuseet Ornö sockenstuga, Handens museum och smedja, Grytholmens friluftsmuseum, Morarnas gård på Gålö och Anders Franzéns sjöbod i Dalarö.

### Konstarter

#### Film
I Brandbergen finns biografen Bio Cosmopolite.

#### Arkitektur
Haninge kulturhus erbjuder bibliotek med hembygdsrum, cafeteria, samlings- och utställningslokaler, samt studieplatser. Byggnaden är ritad av Thelaus/Michelsen.

### Kulturarv
Söder om Jordbro ligger Jordbro gravfält som anses vara Nordens största från äldre järnåldern. Området var bebott redan på stenåldern och har som synlig gravplats åtminstone nyttjats sen bronsåldern. De flesta gravarna tillkom dock under järnåldern och det upphörde i samband med vikingatidens kristnande. På åsen i gravfältets anslutning förlades, troligen på medeltiden, en avrättningsplats vid den så kallade Galgstenen. De som här mötte sitt öde dömdes i Tingshuset och kom från hela Sotholms härad.
I området runt Tornberget, som med sina 111 m. ö. h. är Stockholms läns högsta punkt, har man hittat ett stort antal lämningar efter flera tusen år gamla bosättningar. Överhuvudtaget är Haninge rikt på fornlämningar och i farvattnen utanför Dalarö finns ett flertal kända vrak som Regalskeppet Riksäpplet, Dalarövraket, Ingrid Horn och Jutholmsvraket.

### Kommunvapen
Blasonering: Sköld delad av guld, vari en röd tjädertupp, och av blått, vari ett ankare av guld.
Haninge kommunvapen fastställdes 1985 och innehåller en tjädertupp (hane) och ett ankare för Marinens verksamhet i kommunen. 
Efter kommunsammanslagningen 1971 tog kommunen fram ett nytt kommunvapen och utformningen beställdes från ett konsultföretag. Märket som föreställde en detalj av två kättinglänkar som samtidigt bildade ett stort H i färgerna silver på blå botten blev aldrig omtyckt och det kallades ofta för "korslagda korvmärket". Haninge kommun lät därför beställa ett nytt märke och denna gång från riksheraldikern som tog fram dagens version.